# Клегерек
Клегерек (фр. Cléguérec) насеље је и општина у северозападној Француској у региону Бретања, у департману Морбијан која припада префектури Понтиви.
По подацима из 2011. године у општини је живело 2919 становника, а густина насељености је износила 46,34 становника/km². Општина се простире на површини од 62,99 km². Налази се на средњој надморској висини од 155 метара (максималној 281 m, а минималној 55 m).

## Демографија
| 1962. | 1968. | 1975. | 1982. | 1990. | 1999. | 2011. |
| ----- | ----- | ----- | ----- | ----- | ----- | ----- |
| 2.611 | 2.812 | 2.679 | 2.717 | 2.716 | 2.749 | 2.919 |

График промене броја становника у току последњих година